# جان أونانا
جان أونانا (بالفرنسية: Jean Onana) هو لاعب كرة قدم كاميروني في مركز الوسط، ولد في 8 يناير 2000 في ياوندي في الكاميرون. لعب مع نادي ليتشويس.

## وصلات خارجية
- جان أونانا على موقع اتحاد تركيا (لاعب) (الإنجليزية)
- جان أونانا على موقع إي إس بي إن إف سي (الإنجليزية)
- جان أونانا على موقع قاعدة بيانات كرة القدم.إي يو (الإنجليزية)
- جان أونانا على موقع ليكيب (الفرنسية)
- جان أونانا على موقع ناشيونال فوتبول تيمز (الإنجليزية)
- جان أونانا على موقع Soccerbase.com (لاعب) (الإنجليزية)
- جان أونانا على موقع Soccerway.com (الإنجليزية)
- جان أونانا على موقع عالم كرة القدم.نت (الإنجليزية)